# 阿道夫·赖希魏因

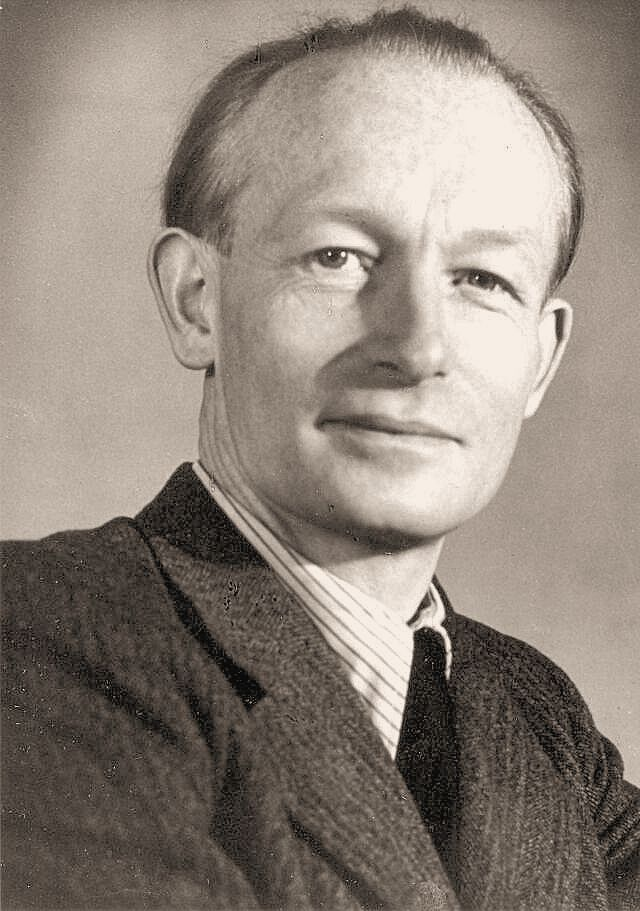
阿道夫·赖希魏因

阿道夫·赖希魏因（Adolf Reichwein，1898年10月3日—1944年10月20日）是一位德国教育家、经济学家、德国社会民主党文化政策制定者，曾参与反纳粹的德国抵抗运动。
赖希魏因也是克莱稍集团的一员，参与反阿道夫·希特勒密谋活动。1944年7月初，赖希魏因被盖世太保逮捕，他后来和尤利乌斯·莱贝尔、赫尔曼·马斯以及古斯塔夫·达伦多夫一起被人民法院审判。1944年10月20日，赖希魏因在普勒岑湖監獄被处决。